# マイク・ハン
マイク・ハン（英名：Mike Hahn, 1973年6月27日 - ）は、日本の俳優。宮城県仙台市出身。血液型はB型。

## 来歴
中学卒業後、単身で渡米。サンフランシスコ州立大学演劇学部卒業。
帰国後、国会議員の公設秘書やスポーツエージェント業などを経験。
活動当時はリコモーションに所属していた。活動後、2013年に無期限休業を宣言。

## 人物
特技・趣味はスキューバダイビング（PADIダイブマスター）、バスケットボール、絵画、サーフィン、英会話。

## 出演

### テレビドラマ
- サイコドクター（2002年、日本テレビ）
- ペルソナの微笑（2004年、TBS）
- ディビジョン1「RUNNER'S HIGH」（2004年、フジテレビ） - タカシ 役
- 時空警察捜査一課 PART4「伊藤博文暗殺事件 隠された狙撃者」（2004年、日本テレビ） - 安重根 役
- ディビジョン1「miracle」（2005年、フジテレビ） - 池尾 役
- 夜王 〜YAOH〜（2005年、TBS）
- はるか17（2005年、テレビ朝日） - 筋肉人 役
- おとなの夏休み（2005年、日本テレビ） - コージ 役
- 正しい恋愛のススメ（2005年、TBS） - 冬樹 役
- 怨み屋本舗（2006年、テレビ東京） - 野田修一巡査 役
- 水曜ミステリー9・北アルプス山岳救助隊・紫門一鬼 10「白馬・唐松岳殺人ルート」（2008年3月、テレビ東京） - 安田幸一 役
- たったひとりの反乱 -犯罪被害者編-（2009年12月、NHK） - 日弁連代表 役
- URAKARA（2011年、テレビ東京） - パク社長2号・叶忠道 役
- 新・おみやさん 第4話（2012年、テレビ朝日） - 美山友則 役
- 金曜プレステージ 山村美紗サスペンス「推理作家・池加代子〜殺しのシナリオ〜」（2012年、フジテレビ） - 中森友一 役
- 三毛猫ホームズの推理 第10話（2012年、日本テレビ） - 狙撃手 役
- 猿飛三世（2012年、NHK大阪放送局） - 真田 役

### 映画
- フラッシュバックに気をつけろ（1999年）
- ブレインハンティング（2000年）
- BLISTER（2000年）
- 暗黒街（2001年）
- 青の炎（2002年）
- LB熊本刑務所（2002年）
- Two in a Million（2002年） - CXショートフィルム大賞[要検証 – ノート]受賞
- 岸和田少年愚連隊 ゴーイングマイウェイ（2004年）
- 丹下左膳 百万両の壷（2004年）
- ゴジラ FINAL WARS（2004年）
- 起業人 天馬（2005年）
- 亡国のイージス（2005年）
- 遠くの空（2010年）
- 行きずりの街（2010年）
- ドリフトヒーロー（2011年）
- ギャルバサラ -戦国時代は圏外です-（2011年）
- キリン（2012年）
- EDEN（2012年）

### 舞台
- いい日、さよなら〜六畳一間で愛してる〜（2011年、池袋シアターグリーン）
- 泡-流れつくガレキに語りかけたこと（2013年、兵庫県立芸術文化センター 阪急 中ホール、作・演出：岩松了）

### ラジオ
- Bull's Eye（Date fm）
- Red's Eye（Date fm）

### CM
- こくまろな女達（シアターコクーン） - ナレーション
- キューブ（日産自動車）
- Classical Beauty（ユニバーサル） - ナレーション
- FMV・取扱説明人マー君（富士通） - ナレーション
- エコナ パスタソース（花王）
- WOWOW「テレビドラマ」編
- GemsTV - ナレーション
- TSUTAYA DISCAS（TSUTAYA）

### MC
- GemsTV（2007年 - 2009年） - プレゼンター